# Krywań, Krywań
A Krywań, Krywań a lengyel Skaldowie  rockzenekar hetedik nagylemeze, mely 1972-ben, a Muza kiadásában jelent meg, kinyitható borítóval. Katalógusszáma: XL 0888 (mono), SXL 0888 (stereo). A dalokat 1972. május 22-éről 23-ára virradó éjjel rögzítették Varsóban néhány óra leforgása alatt. Az album címe a szlovákiai Kriván hegycsúcsra utal, ami a borítón szereplő rajzon is látható. Az A oldal egy közel 18 perces progresszív rockzenei szerzeményt tartalmaz, melyben többek között Johann Sebastian Bach, Alekszandr Borogyin, Mogyeszt Muszorgszkij és Gioachino Rossini műveiből is hallhatóak szemelvények és Kazimierz Przerwa-Tetmajer Krywaniu, Krywaniu wysoki! című 1903-ban megjelent verse szolgál szöveg gyanánt a "népdal" forrásjelölés ellenére.

## Az album dalai
A oldal
1. Krywaniu, Krywaniu (A. Zieliński - illetve szemelvények komolyzenei művekből) – 17:45

B oldal
1. Juhas zmarł (A. Zieliński - M. Jaasne) – 4:35
2. Jeszcze kocham (A. Zieliński - A. Jastrzębiec-Kozłowski) – 2:34
3. Gdzie mam ciebie szukać (A. Zieliński - E. Lipska) – 5:16
4. Fioletowa dama (A. Zieliński) – 5:14

## Külső hivatkozások
- http://rateyourmusic.com/release/album/skaldowie/krywan__krywan/
- http://www.discogs.com/Skaldowie-Krywa%C5%84-Krywa%C5%84/master/272783